# القبيات
القبيات، بلدة لبنانية تقع في محافظة الشمال في قضاء عكار

## جغرافيتها
تبعد عن بيروت 140 كيلومترا. يجاورها من الغرب بلدة عكار العتيقة، ومن الشرق بلدة عندقت، ومن الشمال قرى الباردة والنهرية وعيدمون، ومن الجنوب الخط الفاصل بين قضائي عكار في محافظة الشمال والهرمل في محافظة البقاع. ومساحة البلدة 34 كيلومترا تقريبا، وقد قام المهندس الدكتور شربل غصن بتعديل المساحة بعد دراسة وتحديد حدود القبيات.

## التسمية
أسمها آرامي الأصل ويعني مجامع المياه.

## أعلام
- ابراهيم طنوس
- جورج إبراهيم عبد الله
- هادي حبيش

## وصلات خارجية
موقع القبيات